# Brahînivka, Petropavlivka
Brahînivka (în ucraineană Брагинівка) este localitatea de reședință a comunei Brahînivka din raionul Petropavlivka, regiunea Dnipropetrovsk, Ucraina.

## Demografie
Componența lingvistică a localității Brahînivka
     Ucraineană (89,47%)
     Rusă (9,13%)
Conform recensământului din 2001, majoritatea populației localității Brahînivka era vorbitoare de ucraineană (89,47%), existând în minoritate și vorbitori de rusă (9,13%) și armeană (1,4%).